# Paradoris adamsae
Paradoris adamsae is een slakkensoort uit de familie van de Discodorididae. De wetenschappelijke naam van de soort is voor het eerst geldig gepubliceerd in 2012 door Padula & Valdés.